# Kevan Gosper
Richard Kevan Gosper (Newcastle, 19 dicembre 1933 – Newcastle, 19 luglio 2024) è stato un velocista australiano.

## Biografia
Kevan Gosper nacque a Newcastle il 19 dicembre 1933.
Partecipò ai Giochi dell'Impero Britannico e del Commonwealth del 1954, a Vancouver, dove vinse l'oro nei 440 metri piani e il bronzo nelle staffette 4x110 metri e 4x440 metri.
Nel 1956 raggiunse le semifinali dei 400 metri alle Olimpiadi di Melbourne. Vinse la medaglia d'argento nella staffetta 4×400 metri con la squadra australiana composta da Leon Gregory, David Lean, Graham Gipson e Gosper stesso.
Ai Giochi dell'Impero Britannico e del Commonwealth del 1958, a Cardiff, vinse un'altra medaglia di bronzo nella staffetta 4×100 metri. Alle Olimpiadi di Roma del 1960, fu eliminato in semifinale dei 400 metri.
Dal 1956 al 1960 fu campione australiano per cinque volte consecutive nei 440 metri piani e, nel 1957, vinse anche i 220 metri piani.
Fu poi membro del CIO dal 1977 e membro onorario dal 2014.
Kevan Gosper morì il 19 luglio 2024, all'età di 90 anni, dopo una breve malattia.

## Palmarès
| Anno | Manifestazione  | Sede      | Evento  | Risultato | Prestazione | Note |
| ---- | --------------- | --------- | ------- | --------- | ----------- | ---- |
| 1956 | Giochi olimpici | Melbourne | 4×400 m | Argento   | 3'06"2      |      |